# Regiuni din Japonia

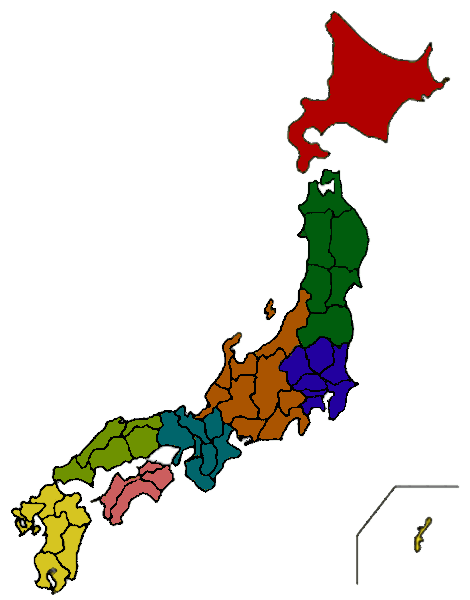
Hartă a regiunilor în Japonia. De la nord la sud: Hokkaidō (roșu), Tohoku (verde), Kantō (albastru), Chūbu (maron), Kansai (teal), Chūgoku (verde-galben), Shikoku (roz) and Kyūshū (galben).

Regiunile în Japonia nu sunt unități administrative oficiale, dar au fost totuși folosite tradițional drept diviziuni teritoriale ale Japoniei în diferite contexte. De exemplu, hărțile și cărțile de geografie împart Japonia în 8 regiuni. Întâmplător sau nu, Japonia are 8 curți superioare de justiție, dar ele nu corespund celor 8 regiuni.
De la nord la sud regiunile sunt:
- Hokkaidō (insula Hokkaidō și alte insulițe alăturate, cel mai mare oraș fiind Sapporo)
- Tōhoku (nordul insulei Honshū, cel mai mare oraș fiind Sendai)
- Kantō (estul insulei Honshū, cele mai mari orașe fiind Tokio și Yokohama)
- Chūbu (partea centrală a insulei Honshū, include Muntele Fuji), câteodată împărțită în:
  - Hokuriku (partea de nord-vest al regiunii Chūbu)
  - Kōshin'etsu (Partea de nord-est al regiunii Chūbu, cel mai mare oraș fiind Nagano)
  - Tōkai (partea de sud al regiunii Chūbu, cele  mai mari orașe fiind Nagoya, Hamamatsu și Shizuoka)
  - Chūkyō (partea de sud-vest al regiunii Chūbu, cele mai mari orașe fiind Nagoya, Gifu și Yokkaichi)
- Kansai sau regiunea Kinki (parțile de vest și centrală ale insulei Honshū, orașe principale fiind Osaka, Kobe și Kioto)
- Chūgoku (partea de vest a insulei Honshū, orașe principale fiind Hiroșima și  Okayama)
- Shikoku (insulă, orașe principale Matsuyama și Takamatsu)
- Kyūshū (insulă, oraș principal Fukuoka) care include:
  - Insulele Ryukyu, incluzând Okinawa

Fiecare din aceste regiuni conține mai multe prefecturi, cu excepția regiunii Hokkaidō, care coincide cu prefectura.